# Ras Kass
'John Austin IV, mer känd under artistnamnet Ras Kass, född 26 september 1973 i stadsdelen Watts i Los Angeles, är en amerikansk rappare.
Ras Kass slog igenom år 1996 med albumet Soul on Ice. "Ras" ovana att sälja sina album har fortsatt. Visserligen fick hans album Van Gogh bra kritik, men den såldes inte bra. Han har arbetat med kända rappare som Canibus och Jedi Mind Tricks Vinnie Paz. Ras Kass räknas idag som en av få rappare som inte gör mainstreammusik. Innan han gjorde sitt numera klassiska album Soul on Ice gjorde Ras Kass låten "Remain Anonymous", som blev det första steget i karriären. "Reamain Anonymous" släpptes 1994.